# Nicomache arwidssoni
Nicomache arwidssoni är en ringmaskart som beskrevs av Blake 1985. Nicomache arwidssoni ingår i släktet Nicomache och familjen Maldanidae. Inga underarter finns listade i Catalogue of Life.